# 카자흐스탄 외무부
카자흐스탄 공화국 외무부(MFA RK, 카자흐어: Қазақстан Республикасы Сыртқы істер министрлігі, ҚР СІМ, Министерство иностранных дел Республики Казахстан, МИД РК)는 카자흐스탄의 대외 관계를 감독하는 정부 중앙부처다.

## 역사
카자흐스탄 외교의 역사는 칸들이 외교 관계의 발전을 시작하고 외교 정책을 시행했던 카자흐스탄 칸국의 시기로 거슬러 올라간다. 카자흐 칸국의 주된 외교 목적은 국제 교류를 위한 교역로, 도로, 무역 거점를 만들기 위한 열망으로 영토 확장을 위해 협상하는 것이었다. 카자흐 칸국의 수도에는 외교적, 사회 경제적 성격의 문서를 발행하는 관청이 있었다. 카자흐 칸국의 지도자들은 인근 귀족들과 총독들에게 메시지와 명령을 전달하라는 지시를 받은 그들의 사절들(카자흐어: 일치)을 임명했다.
최초의 현대 카자흐스탄 외무부는 1920년대 초 투르케스탄 자치 소비에트 사회주의 공화국의 외교 사무소로 구성되었다. 이 부처의 대표는 투르케스탄 ASSR의 외무 담당 인민위원으로 알려졌으며, 그들의 활동은 투르케스탄 ASSR의 외교 담당 위원회에 의해 규율되었다.
1944년 2월 소련법 "대외관계 분야에서 연방공화국에 대한 권한의 제출 및 전연합에서 연방-공화국 인민위원회로의 전환에 관한"이 채택되면서 외무장관의 직위가 설치된다. 이로 인해 소비에트 연방 산하의 여러 연방공화국은 외국과의 직접적인 관계에서 진출할 수 있는 권리를 갖게 되었지만, 여전히 소련의 외교부는 모든 주요 외교정책 기능을 진두지휘하였다.
현재 형태의 카자흐스탄 외무부는 1991년 카자흐스탄 SSR이 카자흐스탄 공화국이 되어 소련으로부터 독립한 후 설립되었다.

## 역대 외무장관

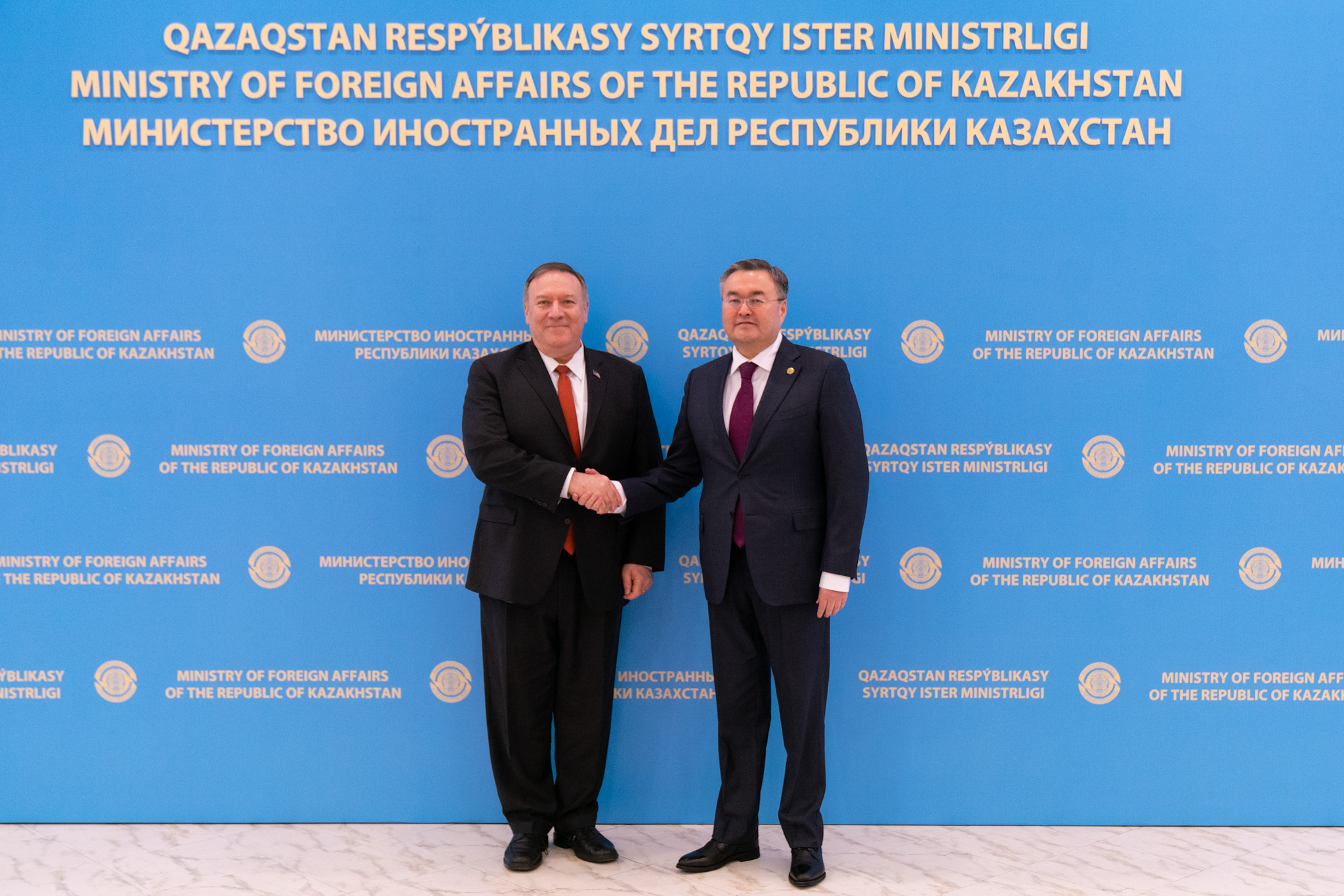
마이크 폼페오 미국 국무장관과 틸레우베르디 전 외무장관이 국무부를 방문한 사진.

| 이름                    | 임기 시작        | 임기 종료        |
| ----------------------- | ---------------- | ---------------- |
| 톨레타이 술레이메노프   | 1991년 12월      | 1994년           |
| 카나트 사우다바예프     | 1994년           | 1994년           |
| 카심-조마르트 토카예프  | 1994년           | 1999년           |
| 에를란 이드리소프       | 1999년           | 2002년           |
| 카심-조마르트 토카예프  | 2003년 6월       | 2007년 1월       |
| 마라트 타진             | 2007년 1월 11일  | 2009년 9월 4일   |
| 카나트 사우다바예프     | 2009년 9월 4일   | 2011년 4월 11일  |
| 예르잔 카지카노프       | 2011년 4월 11일  | 2012년 9월 24일  |
| 에를란 이드리소프       | 2012년 9월 28일  | 2016년 12월 28일 |
| 카이라트 압드라크마노프 | 2016년 12월 28일 | 2018년 12월 26일 |
| 베이부트 아탐쿨로프     | 2018년 12월 26일 | 2019년 9월 18일  |
| 무크타르 틀레베르디     | 2019년 9월 18일  | 2023년 3월 29일  |
| 무라트 누르틀레우       | 2023년 4월 3일   | 현직             |